# Orrville (Ohio)
Orrville ist eine City im County Wayne im amerikanischen Bundesstaat Ohio. Das U.S. Census Bureau ermittelte bei der Volkszählung 2020 eine Einwohnerzahl von 8452.
Die Stadt wurde 1864 von Smith Orr gegründet, der die ökonomischen Möglichkeiten an der Kreuzung der neugebauten Bahnstrecken von Pittsburgh, Fort Wayne and Chicago Railroad und Columbus, Mt. Vernon and Cleveland Railroad erkannte.

## Wirtschaft
Die Wirtschaft in Orrville ist vor allem durch die verarbeitende Nahrungsmittelindustrie und die Metallindustrie geprägt. Das größte ortsansässige Unternehmen ist der 1897 gegründete Nahrungsmittelkonzern J.M. Smucker, der vor Ort über 1000 Personen beschäftigt. Das an der New York Stock Exchange börsennotierte Unternehmen ist besonders für seine Marmeladen bekannt. Das zweitgrößte Unternehmen vor Ort mit mehr als 300 Mitarbeitern ist das 1909 gegründete Molkereiunternehmen Smith Dairy.
Das 1970 unter dem Namen Contours Ltd. gegründete Unternehmen Bekaert-Orrville Ltd. produziert Stahlhalbzeug, Flach- und Runddraht, und beschäftigt in Orrville knapp 200 Mitarbeiter.

## Persönlichkeiten
- Jerome M. Smucker (1858–1948), Unternehmensgründer[7]
- Bob Knight (1940–2023), Basketball-Trainer im Hochschulsport